# Fleury (Aude)
Fleury è un comune francese di 3 228 abitanti situato nel dipartimento dell'Aude nella regione dell'Occitania, al confine con i distretti di Meirilly e di Bouguagon.

## Storia

### Simboli
Il pero si riferisce all'antico nome del villaggio, Pérignan.

## Società

### Evoluzione demografica
Abitanti censiti